# Premiul Globul de Aur pentru cel mai bun actor (muzical/comedie)
Premiul Globul de Aur pentru cel mai bun actor (muzical/comedie) (engleză Best Performance by an Actor in a Motion Picture — Musical or Comedy) este un premiu cinematografic decernat anual începând cu ediția din anul 1951 de către „Hollywood Foreign Press Association”.

## Lista laureaților
- 1950: Fred Astaire în Three Little Words
- 1951: Danny Kaye în On the Riviera
- 1952: Donald O'Connor în Singin' in the Rain
- 1953: David Niven în The Moon is Blue
- 1954: James Mason în A Star Is Born
- 1955: Tom Ewell în Seven Year Itch
- 1956: Cantinflas în Around the World in Eighty Days
- 1957: Frank Sinatra în Pal Joey
- 1958: Danny Kaye în Me and the Colonel
- 1959: Jack Lemmon în Unora le place jazz-ul
- 1960: Jack Lemmon în The Apartment
- 1961: Glenn Ford în Pocketful of Miracles
- 1962: Marcello Mastroianni în Divorzio all'italiana
- 1963: Alberto Sordi în Il Diavolo
- 1964: Rex Harrison în My Fair Lady
- 1965: Lee Marvin în Cat Ballou
- 1966: Alan Arkin în The Russians are Coming, The Russians are Coming
- 1967: Richard Harris în Camelot
- 1968: Ron Moody în Oliver!
- 1969: Peter O'Toole în Goodbye, Mr. Chips
- 1970: Albert Finney în Scrooge
- 1971: Topol în Fiddler on the Roof
- 1972: Jack Lemmon în Avanti!
- 1973: George Segal în A Touch of Class
- 1974: Art Carney în Harry and Tonto
- 1975: Walter Matthau în The Sunshine Boys
- 1976: Kris Kristofferson în A Star is Born
- 1977: Richard Dreyfuss în The Goodbye Girl
- 1978: Warren Beatty în Heaven Can Wait
- 1979: Peter Sellers în Being There
- 1980: Ray Sharkey în The Idolmaker
- 1981: Dudley Moore în Arthur
- 1982: Dustin Hoffman în Tootsie
- 1983: Michael Caine în Educating Rita
- 1984: Dudley Moore în Micki and Maude
- 1985: Jack Nicholson în Onoarea familiei Prizzi
- 1986: Paul Hogan în Crocodile Dundee
- 1987: Robin Williams în Good Morning, Vietnam
- 1988: Tom Hanks în Big
- 1989: Morgan Freeman în Driving Miss Daisy
- 1990: Gérard Depardieu în Green Card
- 1991: Robin Williams în The Fisher King
- 1992: Tim Robbins în The Player
- 1993: Robin Williams în Mrs. Doubtfire
- 1994: Hugh Grant în Four Weddings and a Funeral
- 1995: John Travolta în Get Shorty
- 1996: Tom Cruise în Jerry Maguire
- 1997: Jack Nicholson în Mai bine nu se poate
- 1998: Michael Caine în Little Voice
- 1999: Jim Carrey în Omul din lună
- 2000: George Clooney în O Brother dans Where Art Thou?
- 2001: Gene Hackman în The Royal Tenenbaums
- 2002: Richard Gere în Chicago
- 2003: Bill Murray în Lost in Translation
- 2004: Jamie Foxx în Ray
- 2005: Joaquin Phoenix în Walk the Line
- 2006: Sacha Baron Cohen în Borat: Cultural Learnings of America for Make Benefit Glorious Nation of Kazakhstan
- 2007: Johnny Depp în Sweeney Todd: The Demon Barber of Fleet Street
- 2008: Colin Farrell în In Bruges
- 2009: Robert Downey, Jr. în Sherlock Holmes
- 2010: Paul Giamatti în Barney's Version
- 2011: Jean Dujardin în The Artist
- 2012: Hugh Jackman în Les Misérables
- 2013: Leonardo DiCaprio în Lupul de pe Wall Street
- 2014: Michael Keaton în Birdman
- 2015: Matt Damon în Marțianul
- 2016: Ryan Gosling în La La Land
- 2017: James Franco în The Disaster Artist
- 2018: Christian Bale în Vice
- 2019: Taron Egerton în Rocketman
- 2020: Sacha Baron Cohen în Borat Subsequent Moviefilm
- 2021: Andrew Garfield în Tick, Tick... Boom!
- 2022: Colin Farrell în The Banshees of Inisherin
- 2023: Paul Giamatti în The Holdovers
- 2024: Sebastian Stan în A Different Man